# The Devil's Dozen
The Devil's Dozen (La Docena del Diablo) es una película de terror psicológico estadounidense de 2013 dirigida por Jeremy London. En ella, doce extraños se encuentran atrapados en un juego de la vida y la muerte, donde se juzgan sus pecados capitales. Los inocentes deben esforzarse por mantener su integridad, mientras que los culpables sólo pueden esperar que sus muertes sean capaces de salvar sin pecado.
La película fue lanzada por la  compañía estadounidense Bigg Easer Entertainment y Jeremy London Film con Jeremy London como productor y director ejecutivo, y fue protagonizada por Eric Roberts, Sophie Turner y Jake Busey.

## Sinopsis
The Devil's Dozen, sigue los eventos de un grupo de personas que son involucrados a la fuerza en un juego perverso donde sus vidas están en juego. Todo comienza cuando 24 individuos son secuestrados y atrapados en una habitación. La mente que está a cargo de la operación libera una docena de ellos y les ordena que se maten entre ellos, de lo contrario, al azar cada doce minutos, alguien será seleccionado y asesinado. Sólo un alma inocente quien merece una segunda oportunidad puede salir libre, la misión es encontrar al más culpable y a esa alma inocente. Entre los secuestrados están un predicador, un policía corrupto, un capo criminal, un sicario, una política que robó millones a la nación, un abogado, y una madre que asesinó a su hijo. Todo el mundo tiene un pecado con el que lidiar. El plan se respeta y, uno tras otro, los integrantes se van separando. Al final, solo quedan vivas dos mujeres que no pueden hacerse daño a sí mismas. Así que solo les queda esperar el final de los tiempos, descubriendo solo al final quién será el primero en morir. Sin embargo, cuando suena el cronómetro, sucede algo totalmente inesperado: la puerta que los separa de la libertad comienza a abrirse. Solo una de las dos está realmente a salvo, porque la otra, en realidad, nunca fue quien dijo ser...

## Reparto
- C. Thomas Howell
- Jake Busey
- William Morgan Shepherd
- Erik Audé
- Michael Cade
- Sophie Turner
- Carla Toutz
- Eric Roberts como The Devil' s.
- Dante Basco
- Omar Gooding
- Billy McNamara
- Gianni Capaldi
- Grace Johston
- Sammi Durani
- Markell Andrew
- Jeremy London
- Dave Mattey
- Samantha Spiva como Megan.